# Dichromodes phaeostropha
Dichromodes phaeostropha là một loài bướm đêm trong họ Geometridae.